# 横須賀線電車爆破事件
横須賀線電車爆破事件（よこすかせんでんしゃばくはじけん）は、1968年（昭和43年）に日本国有鉄道（現在の東日本旅客鉄道（JR東日本）エリア）横須賀線で発生した爆弾事件。
警察庁広域重要指定事件107号。

## 事件概要
1968年（昭和43年）6月16日15時頃、横須賀線の横須賀発東京行き上り列車（113系電車）が、 北鎌倉駅 - 大船駅間を走行中、大船駅手前に差し掛かった所で、前から6両目の網棚に置かれていた荷物が突然爆発した。この爆発で男性1人（32歳）が死亡し、14名の重軽傷者を出す惨事となった。
当日は日曜日であり、行楽帰りの乗客が多かった。
なお、当時は1967年6月18日の山陽電鉄爆破事件などの列車に対する爆弾事件が続発しており、世間が騒然としていた。当日は山陽電鉄爆破事件と同じく父の日でもあった。
警察庁広域重要指定事件としては、単一の事件で広域指定された唯一の事例である。

## 犯人
犯人は、山形県出身で当時25歳の男。後に純多摩良樹（すみたま・よしき）というペンネームで、歌人として活動している（以後は純多摩で記述）。
爆発物に使用された火薬は猟用散弾の発射薬として市販されていた無煙火薬と判明。起爆用の乾電池ホルダーが、主に受験勉強用に販売されていたクラウン社製のテープレコーダーのものであり、遺留品の検査マークから1000台以下しか出荷されていないことが判明。さらに爆発物を包んでいた新聞紙が毎日新聞東京多摩版であり、活字の印刷ズレから八王子市・立川市・日野市方面に配られるものと判明。また、爆発物には名古屋市の土産である「鯱最中」の箱が使用されていた。
それらの証拠から、日野市に在住、猟銃免許によって散弾銃を所持しており、毎日新聞を購読していたインテリ大工の純多摩が被疑者として浮かび上がった。さらに事件前年に隣家の夫婦が新婚旅行の土産として名古屋で買った「鯱最中」を純多摩へ渡していたことを突き止めた。
逮捕、動機
1968年11月9日に、警察は純多摩良樹の職場へ出向き、任意出頭を求める。証拠を提示すると、純多摩は犯行を自供したため、逮捕された。純多摩は横須賀線の電車に時限起爆装置付き爆弾を仕掛けたことを認めた。
動機については、「結婚を約束しておきながら破局した、元恋人に対する鬱憤を晴らすため」であった。横須賀線の電車を爆破した理由は、元恋人が山形からの上京時に利用していたためである。
自供からテープレコーダーは英会話学習用に購入していたものとわかった。
なお、犯行日は父の日にあたるが、純多摩の父は第二次世界大戦中の1945年3月にレイテ沖で戦死している。
裁判
純多摩は草加次郎事件に影響を受けたことを訴え、自分を犯罪に誘った彼への憎しみを語り、ひたすら殺意を否認していた。
- 純多摩は、「草加次郎さえ出現しなければ、列車爆破なんてやらなかった」と主張した。

刑事裁判の詳細な経緯は、下記#刑事裁判参照。
獄中生活、短歌
純多摩は獄中でキリスト教の洗礼を受け、あるキリスト教関連の月刊誌に短歌をさかんに投稿していた。
また、純多摩に盛んに面会していた支援者らの中でも、A牧師には絶大な信頼を寄せており、遺骨を引き取ってほしいと懇願していた。
短歌は、同じ東京拘置所の死刑囚からの影響を受けていた。
- 特に、仙台拘置支所で、実名で歌集の出版や同人誌の主幹として活動していた牟礼事件の佐藤誠を強く意識していた。

純多摩は、何度も支援者に「早く歌集を出版したい」と話していた。しかし、その都度、支援者らは「遺族の気持ちを考えて待つよう」に言った。
しばらくして純多摩は「冤罪を訴える佐藤さんには、支援者が一生懸命、奔走してくれるが、冤罪の疑いが微塵もない自分には誰も奔走してくれない」と嘆き、その日以降、支援者らの面会を拒否した。
死刑執行
1975年12月5日、宮城刑務所において死刑が執行された。享年32。遺骨は、遺言通りA牧師が引き取った。
その後、20年を経て遺族が遺骨の引き取りを申し出、遺骨は故郷に戻った。ペンネームで歌集が出版されたのは、死から20年後だった。

## 刑事裁判
W（犯行当時25歳）は、殺人罪・爆発物使用罪・船車覆没致死罪で横浜地方裁判所に起訴された。

### 第一審
1968年12月25日、横浜地方裁判所(野瀬高生裁判長)にて初公判が行われ、Wは起訴状を認めた。なお、初公判では1952年に全国刑事裁判官会合以降としては珍しく、出廷した被告人Wの法廷撮影が認められた。
1969年3月3日、Wの求刑公判にて検察側は死刑を求刑した。
1969年3月20日、横浜地方裁判所（野瀬高生裁判長）は、電車破壊致死罪（刑法126条3項）、殺人罪（刑法199条）、殺人未遂罪（刑法203条、199条）、傷害罪（刑法204条）、爆発物取締罰則違反（同罰則1条）の成立を認め、Wに求刑通り死刑判決を言い渡した（起訴されたもののうち船車覆没致死罪は、判決では、電車破壊致死罪とされた）。各被害者との関係では、被害者1名につき殺人罪、被害者12名につき殺人未遂罪、被害者2名につき傷害罪が適用された。Wは殺意の存在を否認していたが、裁判所は、Wが事前に3回の爆破実験をして、爆発物の威力を十分に知っていたことから、少なくとも爆発物に近い座席にいた13名の被害者に対しては未必的な殺意があると認定した。
Wは、この判決の結果を不服として、東京高等裁判所に控訴した。

### 控訴審
1969年12月4日、東京高等裁判所(樋口勝裁判長)にて控訴審初公判が行われた。この公判にてWは精神鑑定が行われた。
1970年8月11日、東京高等裁判所（樋口勝裁判長）は、Wの完全的責任能力を認めて控訴を棄却した。
Wは、この時もこの判決の結果を不服として、最高裁判所に上告した。

### 上告審
1971年4月22日、最高裁判所（藤林益三裁判長）はWの上告を棄却し、Wの死刑が確定した。最高裁判所は、刑法126条1項にいう「破壊」の意義について、「汽車または電車の実質を害してその交通機関としての機能の全部または一部を失わせる程度の損壊をいう」と判示した上で、Wの行為は「破壊」に当たるとした。

## その他
- 事件前の6月5日に警視庁刑事部長に「今月16日に東京駅のどこかに手製のダイナマイトをしかける」旨の犯行予告と読める物を送り、事件翌日の6月17日に同じ刑事部長に「横須賀線大船駅で爆破したのは自分のミス」とする犯行声明が届いた。7月5日に警察はこの送り主を突き止めたが、爆弾事件とは無関係な愉快犯と判明している。
- 1968年12月に発生した三億円事件の犯人は多摩農協脅迫事件で6月25日に多摩農協を脅迫する文章の中で「よこすかせんはひきょうもん」という文言が入った脅迫状を送っている。「よこすかせん」とは脅迫状を送る9日前に発生した「横須賀線電車爆破事件」について触れたと言われている（脅迫書作成時点では犯人は特定されていなかった）。
- この事件から4年後の1972年8月、奈良県奈良市の近鉄奈良線でも電車爆破事件が発生している。